# Phymatostetha
Phymatostetha is een geslacht van halfvleugeligen uit de familie schuimcicaden (Cercopidae). De wetenschappelijke naam van dit geslacht is voor het eerst geldig gepubliceerd in 1870 door Stål.

## Soorten
Het geslacht Phymatostetha omvat de volgende soorten:
- Phymatostetha albitarsis Melichar, 1915
- Phymatostetha axillaris Jacobi, 1905
- Phymatostetha basiclava (Walker, 1858)
- Phymatostetha binotata Distant, 1878
- Phymatostetha birmanica Jacobi, 1905
- Phymatostetha borealis Schmidt, 1910
- Phymatostetha borneensis Butler, 1874
- Phymatostetha bukitana Lallemand, 1932
- Phymatostetha chapana Distant, 1914
- Phymatostetha cincta Lallemand, 1923
- Phymatostetha circumducta (Walker, 1858)
- Phymatostetha cynthia (Stål, 1865)
- Phymatostetha deschampsi Lethierry, 1892
- Phymatostetha dislocata (Walker, 1857)
- Phymatostetha dorsivitta (Walker, 1851)
- Phymatostetha dubitabilis (Walker, 1858)
- Phymatostetha fruhstorferi Schmidt, 1910
- Phymatostetha hilaris (Walker, 1851)
- Phymatostetha infuscata Lallemand, 1951
- Phymatostetha inops Jacobi, 1905
- Phymatostetha javanensis Lallemand, 1922
- Phymatostetha karenia Distant, 1900
- Phymatostetha kedahana Lallemand, 1932
- Phymatostetha lais Jacobi, 1905
- Phymatostetha laosensis Lallemand, 1951
- Phymatostetha lessonii (Boisduval, 1835)
- Phymatostetha limbata Lallemand, 1922
- Phymatostetha lineata Lallemand, 1939
- Phymatostetha malaisiana Lallemand, 1939
- Phymatostetha martyr Jacobi, 1905
- Phymatostetha melliflua (Breddin, 1899)
- Phymatostetha moi Jacobi, 1902
- Phymatostetha moultoni Distant, 1914
- Phymatostetha mutata Lallemand, 1922
- Phymatostetha nangla Distant, 1900
- Phymatostetha pahangana Lallemand, 1930
- Phymatostetha peltasta Jacobi, 1902
- Phymatostetha perspicillaris (White, 1845)
- Phymatostetha pudens (Walker, 1858)
- Phymatostetha pudica (Walker, 1858)
- Phymatostetha punctata Metcalf & Horton, 1934
- Phymatostetha punctifascia (Walker, 1870)
- Phymatostetha quadriplagiata Jacobi, 1902
- Phymatostetha rengma Distant, 1900
- Phymatostetha rufolimbata Schmidt, 1910
- Phymatostetha selangorina Lallemand, 1923
- Phymatostetha sema Distant, 1900
- Phymatostetha semele (Stål, 1865)
- Phymatostetha signifera (Walker, 1851)
- Phymatostetha similis Schmidt, 1910
- Phymatostetha stalii Butler, 1874
- Phymatostetha stella Distant, 1914
- Phymatostetha stellata (Guérin-Méneville, 1844)
- Phymatostetha subcostalis Schmidt, 1910
- Phymatostetha subliterata Jacobi, 1921
- Phymatostetha taeniata Schmidt, 1910
- Phymatostetha testacea Lallemand, 1927
- Phymatostetha triseriata Butler, 1874
- Phymatostetha undulifera (Walker, 1857)
- Phymatostetha vicina Lallemand, 1922
- Phymatostetha yunnanensis Matsumura, 1942